# César Cielo
César Augusto Cielo Filho (Santa Bárbara d'Oeste, São Paulo, 10 januari 1987) is een Braziliaanse zwemmer. Hij werd olympisch kampioen op de 50 meter vrije slag op de Olympische Spelen in Peking. Op de langebaan is Cielo Filho houder van het wereldrecord op de 50 meter vrije slag.

## Carrière
Cielo Filho maakte zijn internationale debuut tijdens de wereldkampioenschappen kortebaanzwemmen 2004 in Indianapolis met een zesde plaats op de 100 m vrije slag en een tiende plaats op de 50 meter vrije slag, op de 50 meter rugslag strandde hij in de series. Op de 4x100 meter vrije slag behaalde hij het zilver samen met Thiago Pereira, Nicholas Santos en Christiano Santos, samen met Guilherme Guido, Eduardo Fischer en Kaio de Almeida eindigde hij als vierde op de 4x100 meter wisselslag.
Twee jaar later tijdens de wereldkampioenschappen kortebaanzwemmen 2006 in Shanghai eindigde de Braziliaan als vijfde op de 100 meter vrije slag, samen met Guilherme Santos, Rodrigo Castro en Nicholas Santos eindigde hij als vijfde op de 4x100 meter vrije slag, op de 4x200 meter vrije slag eindigde hij samen met Rodrigo Castro, Thiago Pereira en Lucas Salatta wederom op de vijfde plaats. Op de Pan Pacific kampioenschappen zwemmen 2006 in Victoria eindigde Cielo Filho als zesde op de 50 meter vrije slag en als zevende op de 100 meter vrije slag. Op de 4x100 meter wisselslag eindigde hij samen met Lucas Salatta, Henrique Barbosa en Gabriel Mangabeira als zevende, samen met Rodrigo Castro, Nicolas Oliveira en Fernando Silva werd hij gediskwalificeerd op de 4x100 meter vrije slag.
In Melbourne nam de Braziliaan deel aan de wereldkampioenschappen zwemmen 2007, op dit toernooi eindigde hij als zesde op de 50 meter vrije slag en als vierde op de 100 meter vrije slag. Samen met Nicolas Oliveira, Rodrigo Castro en Thiago Pereira eindigde hij als achtste op de 4x100 meter vrije slag, op de 4x100 meter wisselslag werd hij samen met Thiago Pereira, Henrique Barbosa en Gabriel Mangabeira uitgeschakeld in de series. Tijdens de Pan-Amerikaanse Spelen 2007 in Rio de Janeiro behaalde Cielo Filho goud op de 50 meter en de 100 meter vrije slag. Samen met Fernando Silva, Eduardo Deboni en Nicolas Oliveira sleepte hij de gouden medaille in de wacht op de 4x100 meter vrije slag. Op de 4x100 meter wisselslag legde hij samen met Thiago Pereira, Henrique Barbosa en Kaio de Almeida beslag op de zilveren medaille.
Tijdens de Olympische Zomerspelen van 2008 in Peking behaalde Cielo Filho een gedeelde bronzen medaille op de 100 meter vrije slag, samen met de Amerikaan Jason Lezak. Twee dagen later veroverde hij het goud op de 50 meter vrije slag voor de Fransen Amaury Leveaux en Alain Bernard, zijn winnende tijd was 0,02 boven het wereldrecord. Op de 4x100 meter vrije slag werd hij samen met Rodrigo Castro, Fernando Silva en Nicolas Oliveira gediskwalificeerd.

### 2009-heden
Op de wereldkampioenschappen zwemmen 2009 in Rome veroverde de Braziliaan de wereldtitel op zowel de 50 als de 100 meter vrije slag. Samen met Nicolas Oliveira, Guilherme Santos en Fernando Silva eindigde hij als vierde op de 4x100 meter vrije slag, op de 4x100 meter wisselslag eindigde hij samen met Guilherme Guido, Henrique Barbosa en Gabriel Mangabeira op de vierde plaats.
Tijdens de Pan Pacific kampioenschappen zwemmen 2010 in Irvine sleepte Cielo Filho de gouden medaille in de wacht op de 50 meter vlinderslag, de zilveren medaille op de 50 meter vrije slag en de bronzen medaille op de 100 meter vrije slag. Samen met Guilherme Guido, Tales Cerdeira en Gabriel Mangabeira eindigde hij als vierde op de 4x100 meter wisselslag. In Dubai nam de Braziliaan deel aan de wereldkampioenschappen kortebaanzwemmen 2010, op dit toernooi werd hij wereldkampioen op zowel de 50 als de 100 meter vrije slag. Op de 4x100 meter vrije slag legde hij samen met Nicholas Santos, Marcelo Chierighini en Nicolas Oliveira beslag op de bronzen medaille, samen met Guilherme Guido, Felipe França en Kaio de Almeida veroverde hij de bronzen medaille op de 4x100 meter wisselslag.
Op de wereldkampioenschappen zwemmen 2011 in Shanghai prolongeerde Cielo Filho zijn wereldtitel op de 50 meter vrije slag, daarnaast werd hij wereldkampioen op de 50 meter vlinderslag en eindigde hij als vierde op de 100 meter vrije slag. Tijdens de Pan-Amerikaanse Spelen 2011 in Guadalajara sleepte de Braziliaan de gouden medaille in de wacht op zowel de 50 als de 100 meter vrije slag. Op de 4x100 meter vrije slag legde hij samen met Bruno Fratus, Nicholas Santos en Nicolas Oliveira beslag op de gouden medaille, samen met Guilherme Guido, Felipe França en Gabriel Mangabeira veroverde hij de gouden medaille op de 4x100 meter wisselslag.
Tijdens de Olympische Zomerspelen van 2012 in Londen behaalde Cielo een bronzen medaille op de 50 meter vrije slag en kon hij zijn olympische titel dus niet prolongeren. Op de 100 meter vrije slag eindigde hij op de zesde plaats.
Op de wereldkampioenschappen zwemmen 2013 in Barcelona veroverde de Braziliaan de wereldtitel op zowel de 50 meter vrije slag als de 50 meter vlinderslag. Tijdens de wereldkampioenschappen kortebaanzwemmen 2014 werd Cielo wereldkampioen op de 100 meter vrije slag. Met zijn landgenoten was hij de beste op zowel de 4x50 meter als de 4x100 meter wisselslag.

## Internationale toernooien
| Jaar | Olympische Spelen                                       | WK langebaan                                                                   | WK kortebaan | PanPacs                                                                        | Pan-Ams                                                                  |
| ---- | ------------------------------------------------------- | ------------------------------------------------------------------------------ | --- | ------------------------------------------------------------------------------ | ------------------------------------------------------------------------ |
| 2004 | geen deelname                                           |                                                                                | 10e 50m vrije slag · 6e 100m vrije slag · 19e 50m rugslag · 4x100m vrije slag · 4e 4x100m wisselslag                                                      |                                                                                |                                                                          |
| 2005 |                                                         | geen deelname                                                                  | |                                                                                |                                                                          |
| 2006 |                                                         |                                                                                | 5e 100m vrije slag 5e 4x100m vrije slag 5e 4x200m vrije slag                                                                                              | 6e 50m vrije slag 7e 100m vrije slag DQ 4x100m vrije slag 7e 4x100m wisselslag |                                                                          |
| 2007 |                                                         | 6e 50m vrije slag 4e 100m vrije slag 8e 4x100m vrije slag 9e 4x100m wisselslag | |                                                                                | 50m vrije slag · 100m vrije slag · 4x100m vrije slag · 4x100m wisselslag |
| 2008 | 50m vrije slag · 100m vrije slag · DQ 4x100m vrije slag |                                                                                | geen deelname |                                                                                |                                                                          |
| 2009 |                                                         | 50m vrije slag · 100m vrije slag · 4e 4x100m vrije slag · 4e 4x100m wisselslag | |                                                                                |                                                                          |
| 2010 |                                                         |                                                                                | 50m vrije slag · 100m vrije slag · 4x100m vrije slag · 4x100m wisselslag                                                                                  | 50m vrije slag · 100m vrije slag · 50m vlinderslag · 4e 4x100m wisselslag      |                                                                          |
| 2011 |                                                         | 50m vrije slag · 4e 100m vrije slag · 50m vlinderslag                          | |                                                                                | 50m vrije slag · 100m vrije slag · 4x100m vrije slag · 4x100m wisselslag |
| 2012 | 50m vrije slag · 6e 100m vrije slag                     |                                                                                | geen deelname |                                                                                |                                                                          |
| 2013 |                                                         | 50m vrije slag · 50m vlinderslag                                               | |                                                                                |                                                                          |
| 2014 |                                                         |                                                                                | 50m vrije slag · 100m vrije slag · 8e 4x100m vrije slag · Cielo zwom enkel in de series · 4x50m wisselslag · 4x100m wisselslag · 4x50m vrije slag gemengd | geen deelname                                                                  |                                                                          |
| 2015 |                                                         | 6e 50m vlinderslag                                                             | |                                                                                | geen deelname                                                            |
| 2016 | geen deelname                                           |                                                                                | geen deelname |                                                                                |                                                                          |
| 2017 |                                                         | 8e 50m vrije slag · 4x100m vrije slag                                          | |                                                                                |                                                                          |

## Persoonlijke records
Bijgewerkt tot en met 13 augustus 2022
Kortebaan
| Afstand         | Tijd  | Datum            | Plaats         |
| --------------- | ----- | ---------------- | -------------- |
| 50m vrije slag  | 20,51 | 17 december 2010 | Dubai          |
| 100m vrije slag | 45,74 | 19 december 2010 | Dubai          |
| 50m vlinderslag | 23,29 | 11 oktober 2008  | Belo Horizonte |

Langebaan
| Afstand         | Tijd  | Datum            | Plaats    |
| --------------- | ----- | ---------------- | --------- |
| 50m vrije slag  | 20,91 | 18 december 2009 | São Paulo |
| 100m vrije slag | 46,91 | 30 juli 2009     | Rome      |
| 50m vlinderslag | 22,86 | 28 juli 2013     | Barcelona |

: tevens wereldrecord
| Logo van de Olympische Spelen | Goud | Zilver | Brons | Logo van de Olympische Spelen |
|                               | 1    | 0      | 2     |                               |